# Kalevi Kull

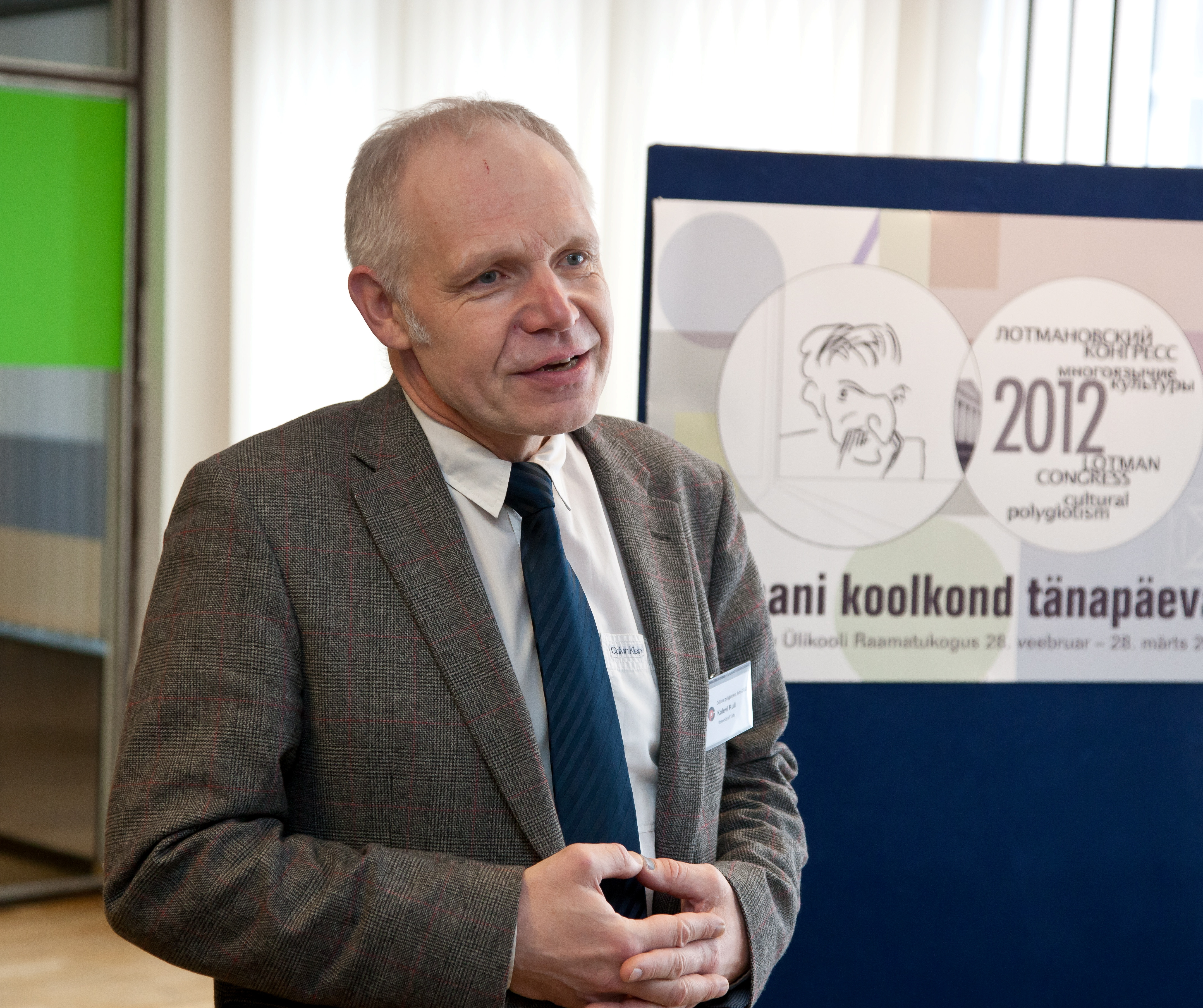
Kalevi Kull (2012)

Kalevi Kull (12 de agosto de 1952) es un biosemiólogo estonio. 
K. Kull es graduado de la Universidad de Tartu. Tratando inicialmente con la etología  estudió el mecanismo que permite la coexistencia de distintas especies en comunidades ecológicaa, desarrollando un modelo matemático para aquella ecofisiología. 
Desde 1975 organiza anualmente el simposio de Biología Teórica en Estonia. Es profesor de ecofisiología en la Universidad de Tartu, en Estonia desde 1992.  Encabezando el Departamento de Semiótica desde el 2006.  
Ha sido presidente de  Estonian Naturalists' Society de 1991 a 1994.  Y presidente de la International Society for Biosemiotic Studies desde 2015. 
Olevi Kull, ecólogo es su hermano menor.

## Algunas publicaciones
- Emmeche, Claus; Kull, Kalevi (eds.) 2011. Towards a Semiotic Biology: Life is the Action of Signs. London: Imperial College Press.